# Défense de la Loire
Seconde Guerre mondiale,
 Bataille de France
Batailles
- Drôle de guerre
- Évacuation des civils de la ligne Maginot
- Mobilisation
- Offensive de la Sarre
- Baie de Heligoland
- Incident de Mechelen
- Plan Jaune
- Plan Dyle
- Luxembourg
- Ében-Émael
- Hannut

- Sedan
- Dinant
- Monthermé
- Givet
- La Horgne
- Gembloux
- Flavion
- Louvain
- Charleroi

- Stonne
- Montcornet
- La Sambre
- Arras

- L'Escaut
- Amiens
- La Lys
- Massacre de Vinkt
- Boulogne-sur-Mer
- Calais
- Poche de Lille
- Massacre du Paradis
- Abbeville
- Dunkerque
- Capitulation belge

- L'Aisne
- L'Ailette
- Opération Paula
- l’Exode
- Pont-de-l'Arche
- Opération Cycle
- Opération Ariel

- Les Alpes
- Vallon du Seuil
- Bombardement de Toulon
- Opération Vado
- La Loire
- Saumur
- La vallée du Rhône
- Bombardements de Marseille
- Menton (Pont-Saint-Louis)
- Combats aériens en Suisse
- Armistice du 22 juin

 (mars 2018).
La défense de la Loire est un épisode de la Seconde Guerre mondiale et plus précisément de la bataille de France qui se déroule en juin 1940. Elle voit la défense du fleuve de la Loire par des unités françaises diverses, positionnées de Nantes à Nevers, qui tentent de ralentir l'avancée allemande.
Les combats eurent lieu de long de la Loire, d'Ancenis à Nevers. L'affrontement le plus connu eut lieu à Saumur, à Montsoreau, et à Gennes quand les cadets de Saumur (du nom donné aux élèves officiers de réserve de l’École d’application de la cavalerie ) et d'autres éléments de l'Armée française s’opposent, en juin 1940, à l’avancée de 40 000 soldats allemands. Ces combats, parfois qualifiés d'héroïques, opposèrent pendant plusieurs jours de nombreuses unités françaises, sous-équipées et parfois inexpérimentées, à notamment la 1re division de cavalerie de l'armée allemande, alors même que le maréchal Pétain venait d’annoncer la demande d'armistice et d’appeler à cesser le combat.

## Contexte

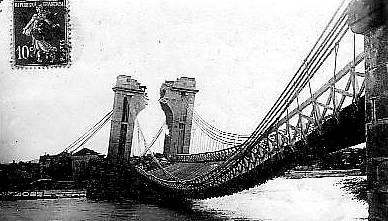
Le pont de Balbigny sur la Loire en train de s'écrouler en juin 1940.

En mai 1940, les armées françaises engagées en Belgique dans le Nord de la France sont encerclées avec le Corps expéditionnaire britannique et l'armée belge à la suite de la percée des Allemands dans les Ardennes. Encerclés à Dunkerque, les Alliés sont évacués par la mer. Le 28 mai, la Belgique capitule, l'armée française ne possède plus que 60 divisions et 1 200 chars et peu de couverture aérienne.
Le 10 juin, la ligne de défense reconstituée sur la Somme et sur l'Aisne cède. La retraite des armées françaises se transforme souvent en déroute, même si quelques unités se retirent en ordre. Devant la progression allemande vers la Seine et la prise de Paris déclarée ville ouverte le 14 juin, le gouvernement français, qui trouve refuge à Bordeaux, demande que les fleuves et rivières soient mis en défense pour bloquer la progression des armées du Reich vers le sud de la France. La Loire, compte tenu de son tracé et de sa largeur, doit devenir un obstacle majeur.
Le secteur allant de Candes-Saint-Martin (Indre-et-Loire) au Thoureil (Maine-et-Loire) fut confié à l'École de cavalerie de Saumur, commandée par le colonel Michon. Ce secteur comporte notamment quatre ponts constituant des points de franchissement cruciaux pour les armées allemandes.
Cependant, le 15 juin 1940, l’École de cavalerie reçoit l’ordre d’évacuer Saumur pour rejoindre Montauban. Le colonel Michon, refusant de reculer, obtint de conserver les cadres et élèves de l’école pour mettre le secteur imparti en défense. L’évacuation ne concerne donc que les éléments non-combattants de l’École de cavalerie. Dans la même journée, Maxime Weygand annonce refuser toute reddition de l'armée française.
Le 16 juin 1940, les Allemands sont à Orléans, ville déserte bombardée à plusieurs reprises par leur aviation. Les ponts routiers (Joffre et George-V) sont détruits pour empêcher la progression des Allemands vers le sud. Seul le pont de chemin de fer ou pont de Vierzon n'a pu être détruit, laissant les troupes allemandes rejoindre la rive gauche de la Loire.
Le 17 juin 1940, le maréchal Pétain adresse un message aux armées françaises demandant de cesser les combats dans la perspective de l'armistice. Le colonel Michon rassemble ses cadres pour leur exposer la situation. Tous sont volontaires pour poursuivre la résistance armée, malgré des moyens très faibles, et faire ainsi honneur, dans un esprit de sacrifice, à l’armée française. C’est avec la défense de la ligne Maginot, le premier acte de résistance armée sur le territoire national. Les Allemands sont alors à La Charité-sur-Loire et à Nevers.

## Troupes en présence

### Françaises
Les troupes françaises sont hétéroclites, les unités de combats étant rejointes par des unités locales.
On trouve notamment le Groupe d’armées n° 3 (GA 3): éléments de la 10e armée, armée de Paris, 7e armée et restes de la 6e armée.

### Allemandes
Les troupes allemandes sont composées de :
- 40 000 hommes, 300 pièces d'artillerie, 150 blindés et de plusieurs éléments de la Luftwaffe.

## Déroulement des combats

### Entre Nantes et Angers
Des restes de la 10e armée sont présents sur le secteur après la capture du 16e CA.
Les forces en présence sont principalement constituées du corps de cavalerie (3e DLC, 1re et 3e DLM) couvrant le repli du GA 3. Les deux DLM passent la Loire à Chalonnes-sur-Loire (seul pont dans les environs d'Angers capable de faire passer les blindés). La 3e DLC passe la Loire à Ancenis. Le 19 juin, il ne lui reste plus que des éléments d’artillerie. La division se trouve à l’est de Nantes au sud d’Ancenis, l'état major étant à Montrevault.
S'ajoutent et renforcent sous ses ordres la 3e DLC au 19 juin dans ce secteur de la Loire, les restes du groupement Saint Laumer, le 5e groupe franc de cavalerie, un détachement du 60e RI, le 127e GRDI, ainsi que les restes de différentes divisions à la suite de l'éclatement de la 10e armée.
Angers et Nantes, villes déclarées ouvertes, sont prises par l'armée allemande.
À Chalonnes-sur-Loire, le 20 juin, 4 chars B1 bis blindés attaquent et repoussent provisoirement les Allemands sur l'autre rive. Au moins un y est immobilisé par un obus antichar, le "Charlemagne" de la 352e C.A.C.C., 4e D.C.R., en plein centre de Chalonnes à hauteur de l'actuel 15 rue Nationale. Il s'enflamme.
Le pont traversant de la Loire se trouve à une centaine de mètres du lieu de destruction.

### Sur le secteur deGennesàMontsoreau
- Les « Cadets de Saumur » :
  - 550 élèves aspirants de réserve (ÉAR) de cavalerie et des 240 ÉAR du train (équivalent des EOR actuels) de la 4e division d’instruction, encadrés par leurs instructeurs, sous le commandement du colonel Michon ;
  - 360 soldats de divers centres d’instruction de la région aux ordres du capitaine de Cadignan ;
  - 80 hommes commandés par le capitaine Monclos ;
  - 200 fantassins et mitrailleurs du 13e régiment de tirailleurs algériens ;
  - Un bataillon de 350 hommes de l’École d’infanterie de Saint-Maixent ;
  - Le 1er Groupe franc motorisé de cavalerie aux ordres du capitaine de Neuchèze (dont le compositeur Jehan Alain qui y trouvera la mort) ;
  - Un escadron de reconnaissance (capitaine Gobble) ;
  - 260 cavaliers du 19e régiment de dragons aux ordres de chef d’escadron Hacquard.

Soit environ 2 500 hommes armés de 24 blindés, 5 canons de 75 mm, 13 canons antichars et 15 mortiers pour tenir 40 km de front.

#### Pertes humaines
Concernant les seuls combats de Saumur, les pertes sont de 250 tués ou blessés du côté français, et de 132 tués et plusieurs centaines de blessés du côté allemand. 218 soldats français sont faits prisonniers par les Allemands après la bataille de Saumur/Gennes (mais ils seront relâchés plus tard par le général allemand Kurt Feldt). De nombreux autres soldats sont également portés disparus (plusieurs centaines d'hommes au total).

#### Après les combats en Saumurois
Les combats héroïques menés en Saumurois par cette poignée de soldats équipés de leurs armes d’instruction contre des forces très supérieures tant en hommes qu’en armements furent reconnus par leurs vainqueurs. Le général Feldt commandant la 1re division de cavalerie donnera le nom de « cadets » aux élèves-officiers de Saumur, et leur permettra de repartir libres vers la ligne de démarcation, aux ordres de leurs officiers, sans escorte allemande, une section de la Wehrmacht leur rendant les honneurs militaires au passage du pont à Beaulieu-lès-Loches.
- Les cadets de Saumur furent également cités pour actes de bravoure à l'ordre de l'armée par le général français Maxime Weygand.
- En juin 2016, le pont de Grenelle (Paris) est renommé « pont de Grenelle-Cadets-de-Saumur ».
- Plusieurs promotions de la 4e DI portent le nom d'officiers ou d'EAR qui se sont illustrés à Saumur (et après). La promotion d'EOR 94/04 porte le nom de "Promotion Colonel Michon".
- Le nom du lieutenant-colonel Touzet du Vigier est inscrit au fronton d'un bâtiment de l'École d'application de la Cavalerie de Saumur, en souvenir de la participation de son Unité à la Défense de La Loire de 1940. La 5e BLM est citée à l'Ordre de l'Armée le 27 juin 1940 pour son action dans la Défense de la Loire.

#### Personnalités
- Jehan Alain (1911-1940), compositeur et organiste français, cité pour actes de bravoure, meurt le 20 juin 1940 au champ d'honneur à 29 ans après avoir résisté seul à un peloton d'assaut allemand[3]. Cette bataille est également considérée par certains historiens comme un des premiers actes de résistance face à l'occupant nazi.

- Le lieutenant Gabriel de Galbert (1912-2001), cadre à Saumur, s'illustre au cours de l'affrontement.

- Maurice Druon (1918-2009), devenu plus tard homme de lettres et académicien, était élève-officier à Saumur et a fait partie de ces « cadets ». Il a écrit son premier roman, « La dernière brigade » en 1946, qui raconte cette bataille.

- Jean Ferniot (1918-2012), journaliste et écrivain, a participé aux combats sur la Loire.

- Georges de Caunes (1919-2004), journaliste français, participe aux combats sur la Loire comme EOR à Saint-Maixent.

- Jean Charles L'officier (1913-1974), vice-PDG de Lafarge, EOR, participe aux combats à la tête de sa brigade.

- Henri de Farcy (1914-1983), EOR, dirige le repli de l'île de Gennes après la mort de son lieutenant.

- Roger Mucchielli (1919-1981)

### Sur le secteur de Candes à Tours
La défense de la 5e Brigade Légère Mécanique :
- Restes de la 5°BLM, aux ordres du lieutenant-colonel Touzet du Vigier, en provenance de la bataille de Belgique, composée de :
  - 3 escadrons du 1er Cuirassiers (lieutenant-colonel de Vernejoul)
  - 3 escadrons du 2e Cuirassiers (commandant Vignes),
  - 3 patrouilles du 12e Cuirassiers (commandant Guibourd)
  - Un demi-escadron porté du 2e Dragons (lieutenant de Truchis),
  - Une compagnie d'EOR de Saint-Maixent (capitaine Ramard),
  - Une section d'EOR de l'École d'Artillerie de Poitiers,
  - Une section de deux chars FT,
  - Le 2e Groupe Franc Motorisé de Cavalerie (lieutenant Huot),
  - Deux groupes de tirailleurs,
  - Groupe du commandant Michel comportant des auto-mitrailleuses White.

Sur le cours inférieur de la Creuse, jusqu’à son confluent avec la Vienne à Port-de-Pile, les cavaliers de la 2e DLM se sont mis en place car le général Bougrain a profité de la trêve établie le 20 juin pour se replier pendant que la délégation d’armistice remontait vers Tours. La 2e DLM est même en mesure de lancer une contre-attaque vers Ligueil pour aider les Coloniaux de la 8e DIC en difficulté. Vers 9h 30 des éléments motorisés allemands qui tentent de franchir la Creuse sont détruits ou reculent et la DLM dégage la Haye-Descartes. Cinq chars français y sont touchés dont celui du sous-lieutenant Mennesson tué dans l’action. Tout l’après-midi est ponctué d’accrochages le long de la Creuse où les Dragons portés et les Coloniaux résistent autour de Buxeuil, Balesme et Lilette. Les combats sont parfois livrés au corps à corps. Douze dragons tombent près de Lilette dont le sous-lieutenant Lacroix. Des artilleurs français postés sur les hauteurs de Poizay soutiennent les Dragons en prenant pour cible les véhicules allemands. Puis ils engagent l’artillerie adverse et les tirs se poursuivent jusqu’au soir près de Descartes.
Le 22 juin, dans la soirée, les défenseurs de Dangé et Port-de-Piles reçoivent un renfort inattendu dont ils n’ont pas conscience. L’attaque se déroule au nord de la ville, à la demande du général Besson, sur la route de Sainte-Maure où trois équipages de Bréguet 693  du I/54 bombardent un convoi allemand. Décidément, le Groupe d’armées no 3 ne cède pas facilement le terrain… » 

### Sur le secteur d'Orléans à Gien
« La défense du cours moyen de la Loire, d'Orléans à Gien, revenait à la VIIe Armée qui s’organisa en deux échelons. Les ordres fixèrent la mission du 1er Corps « pour la défense de la Loire avec quatre divisions du premier échelon (29e, 47e, 7e, et 11e) et deux divisions en réserve (19e et 7e divisions d'infanterie nord-africaine). » 
Le 16 juin 1940, les villes et villages du val de Loire étaient frappés par l’aviation du III e Reich. Une journée meurtrière, d’Orléans jusqu’au Sancerrois.
- Bataille de Gien (1940) : 15-19 juin 1940 : Les soldats de la 23e Division d'infanterie avec les hommes du 32e régiment d'infanterie (France) arrivent à Gien dans la matinée du 16 juin où ils interdisent jusqu'au 19 juin. le passage de la Loire aux éléments avancés de la 1re Armée allemande en défendant le seul pont routier possible, leur infligeant d'importantes pertes mais au prix de lourds sacrifices[6],[7],[8].

### En amont de Cosne-sur-Loire
Le 16 juin 1940, les colonnes motorisées du groupe d'armées françaises no 4 (GA4), commandé par le général Huntzinger, atteignent le cours supérieur de la Loire, en différents points, sur un large front qui va de Cosne-sur-Loire jusqu’au sud de Bourbon-Lancy. Elles commencent à préparer la défense et la destruction des ponts.
Du nord au sud, on trouve : 
- le 20e GRDI (27e DIAlp) à Cosne-sur-Loire où il reçoit mission de tenir le pont bombardé par l’aviation allemande,
- le 11e GRDI (2e DI) au pont ferroviaire de Bannay,
- le 40e GRDI (7e DI) à Sancerre,
- le 22e GRDI (28e DIAlp) à Pouilly-sur-Loire, le 33e GRDI (45e DI) et le 19e GRCA (23e CA) à La Charité-sur-Loire. Ce qui reste du 22e GRDI défend le pont de Pouilly-sur-Loire, puis se replie sur Sancerre, Avail (16-06-40)[9].
- Le 40e GRDI, remis à la disposition de la 7e DI, forme l'arrière-garde, sur l’axe Montereau, Montargis, La Charité-sur-Loire, Savigny-en-Sancerre (16 au 21 juin 1940)[10].

L’état-major du 7e CA et des unités disparates franchissent la Loire le 16 juin à Cosne, Saint-Thibault et Pouilly 27e DI et 28e DI et à La Charité dans l’après-midi du 17 juin.
Le 19 juin 1940, les troupes allemandes découvrent par hasard et saisissent en gare de La Charité-sur-Loire, un train spécial, bloqué par les attaques de l'aviation allemande contre les ponts ferrés de la région, transportant les archives secrètes du Grand quartier général français, comprenant, entre autres, la convention militaire française, secrète, avec la Suisse.
Le 20 juin 1940, Léopold Sedar Senghor, alors soldat de 2e classe au 31e RIC, fit partie des soldats fait prisonniers par les Allemands près du pont de La Charité-sur-Loire.

### Filmographie
- 1970 : Les Cadets de Saumur téléfilm de Claude-Jean Bonnardot
- Ces Gamins-là, La Bataille des Cadets de Saumur, documentaire de Jean-Paul Fargier diffusé sur LCP le 23 janvier 2018 [13]

### Sources
- « Le combat des Cadets de Saumur »
- « La défense de Saumur (19-21 juin 1940) »
- « Les cadets de Poitiers dans les combats sur la Loire (18 au 22 juin 1940) »